# Steirastoma coenosum
Steirastoma coenosum är en skalbaggsart som beskrevs av Bates 1862. Steirastoma coenosum ingår i släktet Steirastoma och familjen långhorningar.
Artens utbredningsområde är Panama. Inga underarter finns listade i Catalogue of Life.